# Husum
Husum (en frisón septentrional: Hüsem) es una ciudad alemana, capital del distrito de Nordfriesland, en el norteño estado de Schleswig-Holstein.
La ciudad está situada a las orillas del mar del Norte. Fue el lugar de nacimiento del novelista Theodor Storm, que acuñó el epíteto de "la ciudad gris junto al mar". Es también la sede del festival anual internacional de piano Raritäten der Klaviermusik, fundado en 1986.

## Historia
Como la mayoría de las ciudades del mar del Norte, Husum siempre estuvo fuertemente influenciada por las tormentas. En 1362 una de las tempestades más desastrosa, el "Grote Mandrenke" (segunda inundación de san Marcelo) inundó la ciudad y la trasladó al interior del puerto. Antes de esta fecha, Husum no estaba situada directamente en la costa. La gente de la ciudad sacó provecho de esta oportunidad y construyó un mercado, lo que condujo a la recuperación económica. Entre el año 1372 y 1398 la población de Husum creció rápidamente, fundándose dos aldeas, Oster-Husum y Wester-Husum.
En 1989 se creó la feria de la energía eólica, que se desarrolló a un evento de trascendencia mundial que transforman el pequeño puerto durante una semana en un centro cosmopolita.